# Scott Hicks
Pour les articles homonymes, voir Hicks.
Scott Hicks est un réalisateur et scénariste australien né le 4 mars 1953 en Ouganda.

## Biographie
Scott Hicks est né en Ouganda d'un père anglais ingénieur et d'une mère écossaise, étant le plus jeune parmi leurs quatre enfants. Après une enfance qui se déroule principalement à Nairobi, il déménage avec sa famille en Australie à l'âge de 14 ans. De ces déménagements successifs à travers plusieurs continents, le réalisateur affirme en avoir tiré un regard d'"outsider" connaissant les différences présentes d'un côté comme de l'autre. Il découvre vraiment le cinéma à l'université d'Adélaïde où il décide d'en faire son métier. Là bas il rencontre également sa future épouse Kerry Heysen, plus âgée, et ayant déjà un enfant.
Après le succès de Shine il a continué de vivre près d'Adelaïde où il possède d'ailleurs des vignes avec sa femme. On peut voir son vin en clin d'œil dans son film Le Goût de la vie. Outre le cinéma il s'intéresse également à la photographie et a exposé déjà trois fois. En 2008 Scott Hicks remporte le prix d'australien de l'année.

## Carrière
Hicks commence sa carrière cinématographique dans la mouvance de la nouvelle vague australienne et à la suite de la création de la South Australian Film Corporation (SAFC), occupant plusieurs postes sur divers tournages. Il réalise notamment un court métrage expérimental, The Wanderer. Il développera par la suite son thème de jeunes en fuite dans le bush australien dans ses deux premiers longs-métrages, Down the Wind et Freedom.
Parallèlement il entame une carrière de documentariste qui le fait naviguer entre projets personnels, films institutionnels et commandes pour la télévision australienne. Ceci l'amène à travailler pour la chaîne américaine Discovery Channel. Submarines Sharks of Steel lui permet ainsi de remporter un Emmy Awards en 1994.
Pendant près de dix ans, Scott Hicks a cherché à monter son projet sur le pianiste David Helfgott, un virtuose prometteur qui après un grave accident psychique est parvenu à rejouer de son instrument. La présentation du film à Sundance en 1996 fait sensation au box office mondial et aligne en 1997 sept nominations aux Oscars, Geoffrey Rush remportant la récompense de meilleur acteur.
Le phénomène autour du film lui ouvre plusieurs portes dont celles des majors d'Hollywood. Il y réalisera ainsi La neige tombait sur les cèdres pour Universal en 1999 et Cœurs perdus en Atlantide en 2001 pour Warner, deux adaptations (l'une de David Guterson, l'autre de Stephen King) qui seront des déceptions commerciales et en partie critique.
Après un temps d'absence marqué par des projets inaboutis, il revient en 2007 avec Le Goût de la vie, un remake américain du film allemand Chère Martha. Parallèlement il signe son retour au documentaire avec un film consacré à Philip Glass.
En 2009 The Boys Are Back, avec Clive Owen, est sélectionné au festival de Toronto. Ce film marque également son retour cinématographique en terres australiennes.
Hors d'Australie il signe encore deux adaptations, The Lucky One et Fallen. Il se consacre ensuite au documentaire musical depuis Highly Strungs en 2015, et cocrée une société de production, May30 Entertainment.
Scott Hicks a réalisé par ailleurs plusieurs publicités et clips musicaux (pour INXS par exemple). En 1991 il réalise en grande partie les épisodes de la série télé jeunesse australienne Finders Keepers.

## Filmographie

### Fictions cinéma
- 1974 : The Wanderer
- 1975 : Down the Wind
- 1982 : Freedom
- 1988 : Sebastian and the Sparrow
- 1996 : Shine
- 1999 : La neige tombait sur les cèdres (Snow Falling on Cedars)
- 2001 : Cœurs perdus en Atlantide (Hearts in Atlantis)
- 2007 : Le Goût de la vie (No Reservations)
- 2009 : Mes garçons sont de retour (The Boys Are Back)
- 2011 : The Lucky One
- 2016 : Fallen

### Fictions télévision
- 1990 : Call me Mr Brown
- 1991 : Finders Keepers (série télé)

### Documentaires
- 1979: You Can't Always Tell
- 1980: Assertive Skills Training
- 1980: Bert Flugelman: Public Sculptor
- 1981: No Going Back
- 1981: Women Artists of Australia (série télé)
- 1982: The Hall of Mirrors: A Festival
- 1983: One Last Chance
- 1985: Family Tree
- 1989: The Great Wall of Iron (TV)
- 1993: Submarines, Shark of Steels (TV)
- 1994: The Space Shuttle (TV)
- 1996: The Ultimate Athlete: Pushing the Limits (TV)
- 2007: Glass, a portrait of Philip in Twelve Parts
- 2015 : Highly Strung
- 2023 : The Musical Mind: A Portrait in Process
- 2023 : My Name's Ben Folds - I Play Piano